# (15224) Penttila
(15224) Penttila es un asteroide perteneciente al cinturón de asteroides descubierto el 15 de mayo de 1985 por Edward Bowell desde la Estación Anderson Mesa (condado de Coconino, cerca de Flagstaff, Arizona, Estados Unidos).

## Designación y nombre
Designado provisionalmente como 1985 JG. Fue Nombrado en honor a Antti Penttilä (n. 1977) quien es investigador postdoctoral en la Universidad de Helsinki. Es especialista en la dispersión y absorción de la luz por el polvo cósmico en comas cometarias así como en la superficie de asteroides y núcleos cometarios.

## Características orbitales
(15224) Penttila está situado a una distancia media del Sol de 2,416 ua, pudiendo alejarse hasta 2,999 ua y acercarse hasta 1,834 ua. Su excentricidad es 0,241 y la inclinación orbital 12,346 grados. Emplea 1372,04 días en completar una órbita alrededor del Sol.

## Características físicas
La magnitud absoluta de (15224) Penttila es 14,08. Tiene 7,924 km de diámetro y su albedo se estima en 0,085.